# Yeoksam-dong
Yeoksam-dong é um bairro de Gangnam-gu, Seul, Coreia do Sul. Teheranno atravessa Yeoksam-dong e possui muitos dos arranha-céus da cidade, em uma coleção de sedes de empresas e prédios de escritórios.

## Atrações
- Kukkiwon
- LG Art Center

## Transportes
- Linha 3
  - Seolleung - Yeoksam - Gangnam
- Linha Bundang
  - Seolleung - Seonjeongneung